# Первый кризис в Тайваньском проливе
Первый кризис в Тайваньском проливе — вооружённый конфликт, произошедший в 1954—1955 годах между Китайской Народной Республикой, с одной стороны, и Тайванем (Китайской Республикой), с другой, из-за группы спорных островов, расположенных в Тайваньском проливе, у побережий провинций Чжэцзян и Фуцзянь, в заливе у порта Тайчжоу (КНР), которые на момент начала кризиса находились под юрисдикцией Китайской Республики.

## 1954 год
Напряжённость в зоне конфликта росла на протяжении 1954 года, особенно после усиления военного контингента Китайской Республики на островах. 11 августа премьер Госсовета КНР Чжоу Эньлай сделал заявление о необходимости «освободить Тайвань». Военную операцию против островов, находящихся в юрисдикции Китайской Республики, власти КНР оправдывали тем, что якобы с островов на материк переправлялись диверсионные отряды, нападавшие на военные и гражданские объекты. Поэтому Центральный военный совет принял решение «преподать урок» противнику. 
Самолёты-разведчики проводили аэрофотосъёмку островов Ицзяншань и Дачэнь, выполнив 60 вылетов. На материке были сделаны макеты укреплений на островах, и лётчики тренировались, повышая мастерство и процент успешных попаданий; проводились командно-штабные учения. 
3 сентября артиллерией НОАК были обстреляны острова Цзиньмэнь (расположенные в пределах прямой видимости от города Сямэнь в провинции Фуцзянь). С 1 ноября начались бомбёжки островов[каких?], в которых участвовало до 100 самолётов (в значительной степени советского производства, в том числе Ту-2). В ноябре начались обстрелы островов Дачэнь (кит. упр. 大陈群岛), расположенных примерно в 200 км к югу от Шанхая. В связи с этим США, находившиеся в союзнических отношениях с Тайванем, рассматривали вопрос о применении против КНР ядерного оружия.
Несмотря на подписание оборонительного договора между США и КР 2 декабря 1954 года, НОАК продолжила активные боевые действия 

## Продолжение боевых действий в январе-феврале 1955 года

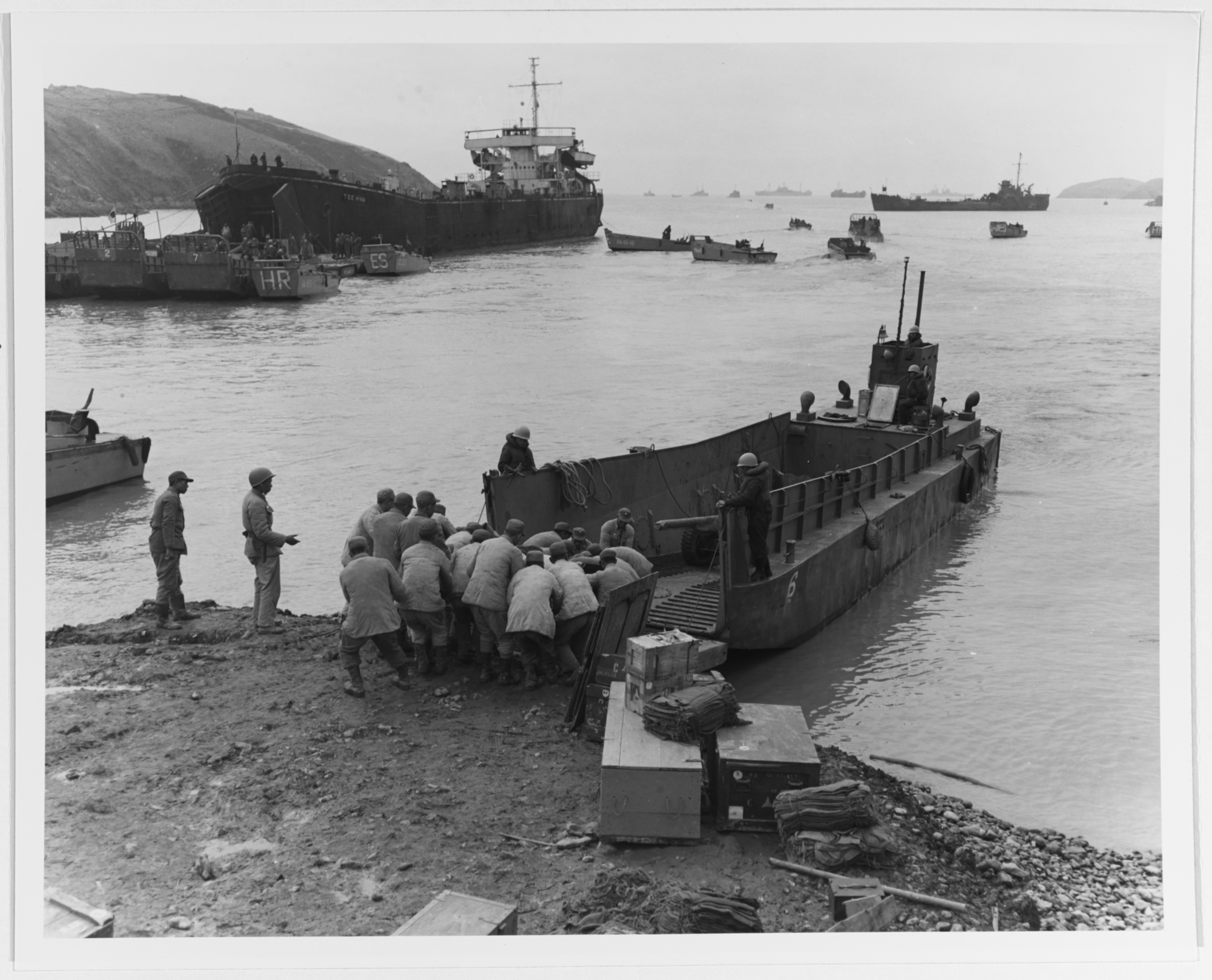
Эвакуация войск и населения с острова Дачэнь в феврале 1955 года

18 января 1955 года в 8 часов утра бомбардировщики КНР нанесли удары по командным пунктам на острове Ицзяншань (кит. упр. 一江山岛) и позициям дальнобойной артиллерии на острове Дачэнь, за несколько минут было сброшено 127 тонн бомб. Второй удар в 14 часов пришёлся на укрепления сухопутных войск, артиллерийские позиции и радиолокационные станции. Авиация Китайской Республики в воздух не поднималась. 
В это время ВМС КНР высадили десант на Ицзяншань, а штурмовая авиация стала наносить удары по очагам сопротивления гоминьдановских войск. Через несколько часов остров был взят, и ВВС продолжили бомбёжки острова Дачэнь. При планировании операции советский советник предлагал начать высадку десанта на рассвете, чтобы ночное перемещение кораблей осталось незамеченным. Предложение было отклонено, поскольку командование ВМС КНР боялось, что неопытные моряки просто заблудятся. В общей сложности в десантной операции участвовало более 140 судов, на некоторые из них установили «Катюши». 
После авианалёта, который длился с 8 до 9 часов утра 18 января, в 12 часов дня корабли КНР подошли к острову и стали обстреливать его. Одновременно авиация повторила налёт, задействовав 180 самолётов. На острове было оборудовано 154 железобетонных ДОТа, а на отмелях размещены подводные мины. Высадка десанта началась вместе с приливом, и через 3 часа захват острова завершился. Потери войск Гоминьдана убитыми составили более 1000 человек.
В ответ на эти действия вооруженных сил КНР авиация США и Тайваня, начиная с 19 января, выполнила более 2 тысяч самолёто-вылетов над спорными островами. Но, в конечном итоге, 8—12 февраля войска Китайской республики и гражданское население с помощью флота США были вынуждены оставить остров Дачэнь и соседние острова, которые располагались вблизи от материка и находились относительно далеко к северу от Тайваня.
К периоду роста напряжённости в Тайваньском проливе в 1954 году относится захват тайваньскими вооружёнными силами советского танкера «Туапсе», который перевозил авиационное топливо из Констанцы (Румыния) в Шанхай.